# Batak Toba
Les Batak Toba sont un des groupes batak, une population du nord de l'île indonésienne de Sumatra. Ils étaient environ deux millions en 1991. Ils habitent la région à l'est, au sud et à l'ouest du lac Toba, ainsi que l'île de Samosir et parlent le batak toba.
Les Batak Toba (également appelées Batak Toba ou souvent simplement «Batak») est l'ethnie la plus peuplée des Batak du Nord de Sumatra, en Indonésie, et sont souvent considérées comme les «Batak» classiques. Le peuple Toba se retrouve dans Toba Samosir Regency, Humbang Hasundutan Regency, Samosir Regency, North Tapanuli Regency, une partie de Dairi Regency, Central Tapanuli Regency, Sibolga et ses régions environnantes, c'est-à-dire centré sur le pourtour du lac Toba et l'île de Samosir . Les personnes de Batak Toba construisent souvent des styles d'architecture Batak traditionnels, très communes à Samosir. Des démonstrations culturelles, des spectacles et des festivités comme Sigale Gale sont souvent organisées pour les touristes.
La recherche paléontologique effectuée dans la région de Humbang, dans l'ouest du lac Toba, suggère que l'activité humaine existait il y a 6 500 ans, bien avant l'existence de 800 ans du roi de Batak; Et donc le nom "King of Toba" a été inventé pour les premiers colons de cette région. Cette découverte a également conduit à la théorie de la possibilité que le roi de Toba puisse provenir du sud de l'Inde, de l'Indochine (la Thaïlande, la Birmanie, le Vietnam, le Cambodge et Formosa), le sud de la Chine et ainsi de suite, même dans les Dix tribus perdues Israël.

## Religion
L'Indonésie est le plus grand pays musulman au monde, néanmoins le pays Batak est en grande majorité chrétienne protestante. 

Les batak ont adopté cette religion au début du XXe siècle après avoir refusé de se convertir pendant des siècles aux cultes musulmans et bouddhistes. Ils ne souhaitaient pas arrêter de manger du porc, et de boire du vin de palmier, le fameux Tuak.

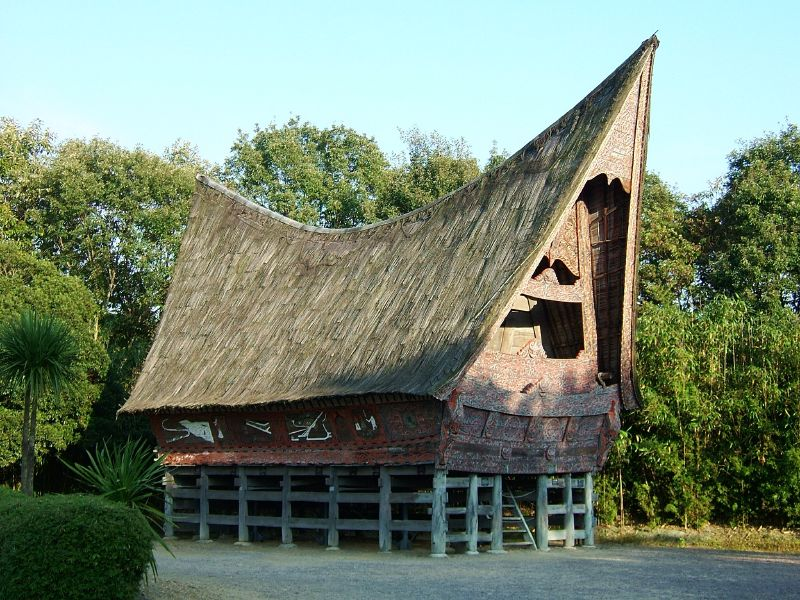
Maison batak toba
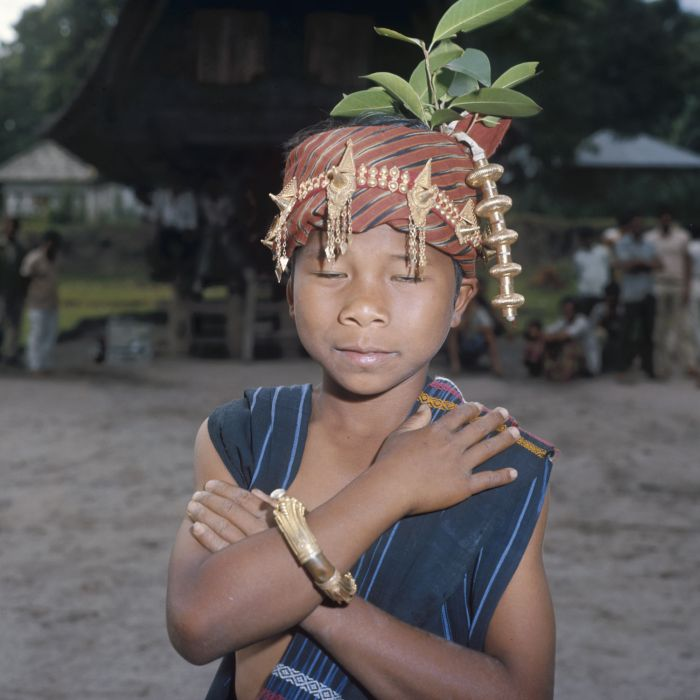
Garçon batak toba exécutant la danse "Si Gale-Gale"
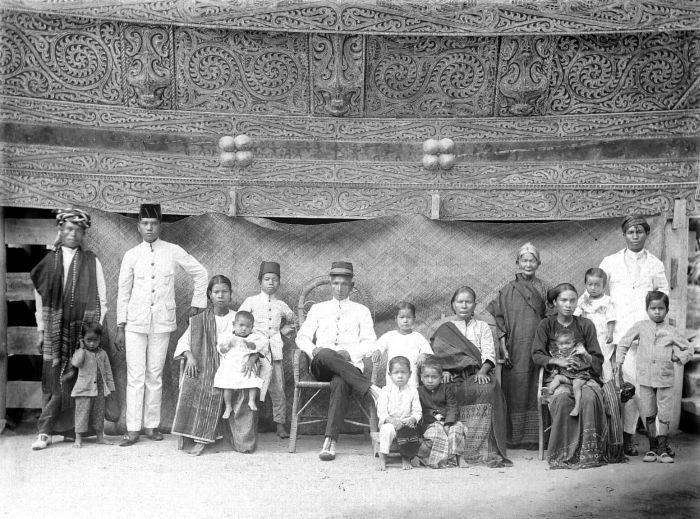
Un chef Batak Toba et sa famille vers 1900
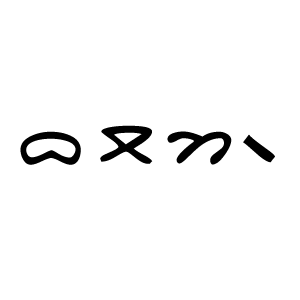
Échantillon d'écriture batak toba